# Roland Sterner (militär)
Roland Fridolf Sterner, född 7 maj 1946 i Södertälje, är en svensk pensionerad officer i Flygvapnet.

## Biografi
Sterner utbildade sig till pilot och blev fänrik i Flygvapnet 1968. Han befordrades till löjtnant 1970, till kapten 1972, till major 1970, till överstelöjtnant 1983 och till överste 1990.
Sterner inledde sin militära karriär i Flygvapnet vid Södermanlands flygflottilj (F 11). 1974–1976 utbildade han sig vid Militärhögskolan (MHSfhk). 1976 tjänstgjorde han vid Flygstaben, och kom 1979 att tjänstgöra som divisionschef vid Bråvalla flygflottilj (F 13) och Flygvapnets Södertörnsskolor (F 18). Efter olika stabstjänstgöringar vid HKV OP och Plan 1981–1985 genomförde  Sterner en stabsutbildning vid US Air Force  och managementutbildning vid US Navy i USA. Sterner tjänstgjorde 1986-91 på Försvarsdepartementet och som departementsråd för Planeringsenheten. Han var därefter chef för Huvudavdelningen för Produktions/Förvaltningsavdelningen vid Fortifikationsverket 1991–1994. 1994–1998 var han flottiljchef för Norrbottens flygflottilj (F 21). 1999–2001 var han chef för Internationella avdelningen vid Flygvapencentrum och senare Flygtaktiska kommandot. Sterner slutade Försvarsmakten 2001. Efter sin militära karriär var han 2001-2004 Hälso- och sjukvårdschef i Landstinget Sörmland. Under perioden 2004–2013 var Sterner generalsekreterare för Flygvapenfrivilligas Riksförbund. 